# Cerviniella danae
Cerviniella danae is een eenoogkreeftjessoort uit de familie van de Aegisthidae. De wetenschappelijke naam van de soort is voor het eerst geldig gepubliceerd in 2012 door Kihara & Martinez Arbizu.